# نورایر گیوزالیان
نورایر گیوزالیان (ارمنی: Նորայր Գյոզալյան؛ زادهٔ ۱۵ مارس ۱۹۹۰ در ایروان) یک بازیکن فوتبال در پست مهاجم اهل ارمنستان است.

## باشگاهی
از باشگاه‌هایی که در آن بازی کرده‌است می‌توان به پاتامی، بانانتس، ایمپالس، تورپیدو-بلاز ژودزیا، آلاشکرت  و آرتساخاشاره کرد.
| باشگاه  | فصل   | لیگ      | لیگ    | لیگ  | جام حذفی | جام حذفی | قاره‌ای | قاره‌ای | سایر   | سایر | مجموعاً | مجموعاً |
| باشگاه  | فصل   | دسته     | بازی‌ها | گل‌ها | بازی‌ها   | گل‌ها     | بازی‌ها | گل‌ها   | بازی‌ها | گل‌ها | بازی‌ها | گل‌ها   |
| ------- | ----- | -------- | ------ | ---- | -------- | -------- | ------ | ------ | ------ | ---- | ------ | ------ |
| بانانتس | ۲۰۰۷  | لیگ برتر | ۳      | ۰    | ۳        | ۰        | ۰      | ۰      | —      | —    | ۶      | ۰      |
| بانانتس | ۲۰۰۸  | لیگ برتر | ۱۵     | ۴    | ۴        | ۲        | ۱      | ۰      | —      | —    | ۲۰     | ۶      |
| بانانتس | ۲۰۰۹  | لیگ برتر | ۱۹     | ۴    | ۵        | ۲        | ۲      | ۰      | —      | —    | ۲۶     | ۶      |
| بانانتس | ۲۰۱۰  | لیگ برتر | ۰      | ۰    | ۲        | ۰        | ۰      | ۰      | —      | —    | ۲      | ۰      |
| مجموع   | مجموع | مجموع    | ۳۷     | ۸    | ۱۴       | ۴        | ۳      | ۰      | -      | -    | ۵۴     | ۱۲     |